# Генрі Олкен

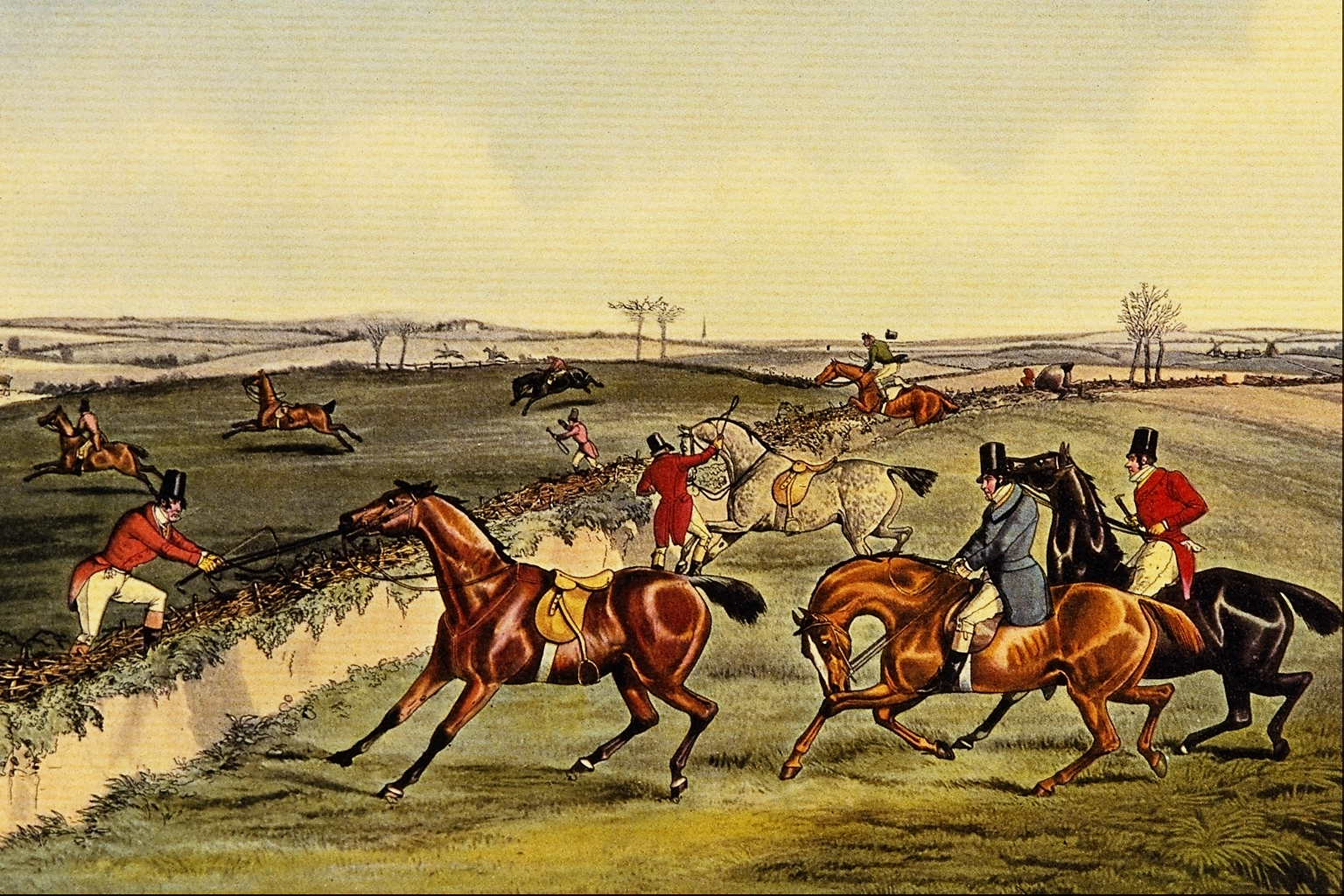
To the Craners of England

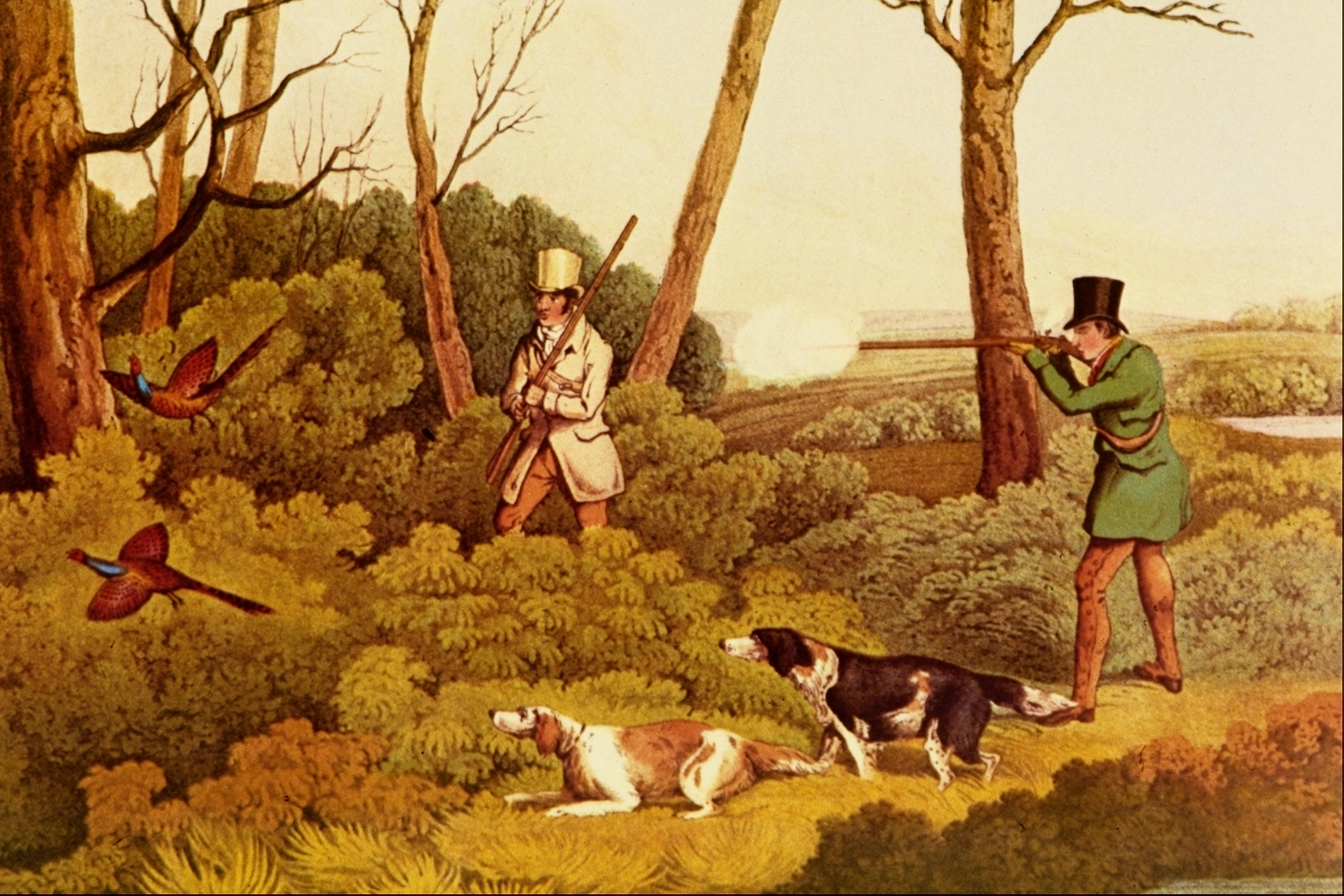
Постріл у фазана

Генрі Томас Олкен (англ. Henry Thomas Alken; 12 жовтня 1785 — 7 квітня 1851) — англійський живописець і гравер, відомий, у першу чергу, як карикатурист та ілюстратор спортивної тематики. Найплідніший період у його творчості — між 1816 і 1831 роками.

## Життя
Олкен народився 12 жовтня 1785 в Сохо (Вестмінстер), був охрещений 6 листопада в Церкві Св. Джеймса, що на Пікаділлі. Він був третім сином Семюеля Олкена, спортивного художника. Двоє з його братів — Джордж і Семюель Олкен Молодший — також були художниками. 1789 року сім'я Олкена переїхала з Сохо на Френсіс-Стріт Іст, 2 (Бедфорд-Сквер). Юний Генрі спочатку навчався у свого батька, а потім у живописця-мініатюриста Джона Томаса Барбера Бомонта (1774—1841), також відомий як Дж. Т. Барбер. У 1801 році Олкен послав мініатюрний портрет міс Габбінс на виставку в Королівській академії. Він виставив ще одну мініатюру в Королівській академії, перш ніж полишити цей жанр й зайнятися живописом та ілюструванням. Раніше він вже працював зі спортивною тематикою під іменем «Ben Tally Ho».
Олкен одружився з Марією Гордон 14 жовтня 1809 року в Церкві Св. Клемента в Іпсвічі. 22 серпня наступного року після був охрещений перший син подружжя.
Починаючи з 1816 року Олкен створив велику кількість картин, малюнків та гравюр на спортивну тематику.

## Робота
Основна тема його живописних і графічних робіт — традиційний британський спорт, кінні перегони, полювання. Олкен був кваліфікованим гравером. Його перші вироби були видані анонімно під підписом «Ben Tally Ho», але в 1816 року він випустив The Beauties & Defects in the Figure of the Horse comparatively delineated під власним ім'ям. Після цього й приблизно до 1831 року він створив багато гравюр, переважно, забарвлених й іноді гумористичних.

## Смерть
Генрі Томас Олкен помер у квітні 1851 року, й був похований на Гайгейтському кладовищі. Хоча був багатий більшу частину життя, він опинився в скрутному становищі під кінець життя і був похований за рахунок його дочки.